# You Are Wanted
You Are Wanted es una serie dramática alemana protagonizada por Matthias Schweighöfer y estrenada el 17 de marzo de 2017 por Amazon Video. Es la primera serie original de Amazon de habla no inglesa que se lanzó a nivel mundial. La serie fue escrita y creada por Hanno Hackfort, Bob Konrad y Richard Kropf.
Amazon renovó la serie para una segunda temporada en marzo de 2017, la cual se estrenó el 18 de mayo de 2018. La segunda temporada incluye a Jessica Schwarz, Hannah Hoekstra y Michael Landes como nuevos personajes.

## Sinopsis
Lukas Franke (Matthias Schweighöfer) un gerente de hotel berlinés, es víctima de un ataque cibernético. Todos sus datos fueron alterados para implicarlo como miembro de un grupo terrorista. Él trata de encontrar a las personas responsables para demostrar su inocencia, pero sus amigos, familiares y colegas comienzan a dudar de él. En el proceso, conoce a otra víctima de piratería, Lena Arandt (Karoline Herfurth), con quien comienza a trabajar para descubrir la verdad. 
Mientras tanto, la investigadora policial Sandra Jansen (Catrin Striebeck) lidera la investigación sobre Franke junto a su compañero Thorsten Siebert (Edin Hasanovic), mientras que el Servicio Federal de Inteligencia alemán, el BND, también comienza a involucrarse. 

## Reparto
- Matthias Schweighöfer como Lukas Franke.
- Alexandra Maria Lara como Hanna Franke.
- Catrin Striebeck como Sandra Jensen.
- Franz Hagn como Leon Franke.
- Karoline Herfurth como Lena Aradnt.
- Tom Beck como Marc Wessling.
- Thomas Schmauser como Frank Jeryczek/Jens Kaufmann.
- Jörg Pintsch como Thomas Franke.
- Alexander Khuon como Johnny.
- Louis Hofmann como Dalton.
- Lucie Aron como Vero.
- Markus Gertken como Lorenz.
- Edin Hasanovic como Thorsten Siebert.
- Katrin Bauerfeind como Julia Gracht.
- Lorna Ishema como Dilara Dogan.
- Aleksandar Jovanovic como Case.
- Dejan Bucin como Blaschko.
- Ulrich Drewes como Lippel.

## Recepción

### Premios
- Golden Trailer Awards - Mejor serie extranjera (Spot/Trailer/Teaser de TV para una serie) (GTA18 / 2017) - Nominada[7]
- Romy Award  - Premio del jurado - Ganador[8]

## Banda sonora
El 17 de marzo de 2017 se lanzó un álbum de banda sonora con música original compuesta por Josef Bach y Arne Schumann, así como canciones de Simon Hughes, Tina Pepper, Chester Travis y Walking on Cars .